# Scopula liotis
Scopula liotis là một loài bướm đêm trong họ Geometridae.